# Bali-Straße
Die Bali-Straße (balinesisch und indonesisch Selat Bali) ist eine an ihrer engsten Stelle 2,4 Kilometer breite Meerenge zwischen den indonesischen Inseln Bali und Java. Sie verbindet den Indischen Ozean mit der Balisee.

## Geographie
Die Bali-Straße ist eines der Meeresgewässer, welche die Insel Bali umgeben: die Lombokstraße in ihrem Osten, die Straße von Badung in ihrem Südosten, die Balisee in ihrem Norden, der Indische Ozean in ihrem Südwesten und die Bali-Straße in ihrem Westen. 
Eine Fähre verbindet die beiden Inseln zwischen Banyuwangi (Hafen Ketapang) auf Java und Gilimanuk auf Bali. Die Nordküste von Bali ist Teil des Nationalparks Bali Barat (gegründet 1995).
Seit den frühen 1990er Jahren laufen Studien über den Bau einer Brücke über die Bali-Straße, ähnlich der geplanten Brücke über die Sundastraße. 
Die geplante Bali–Java Powerline soll die Stromversorgung der beiden Inseln verbinden.